# Musicland Studios
A Musicland stúdió lemezstúdió volt Münchenben, Németországban. Az 1960-as évek végén alapította Giorgio Moroder olasz zenei producer. Maga a stúdió az Arabella Hotel alatt helyezkedett el.
Az 1970-es, 1980-as évek folyamán sok nagynevű művész használta: többek között a Led Zeppelin, a Queen, a Rolling Stones, az Electric Light Orchestra, Donna Summer, Freddie Mercury, a Deep Purple, Amanda Lear és Elton John vett itt fel dalokat.
Az 1990-es évek elején bezárták, mert a közeli metrójárat rontotta a felvételi minőségét.